# Мауи (мифология)
Мауи (гав. и маори Mauі) — один из основных персонажей полинезийской мифологии, герой-полубог-получеловек, демиург и культурный герой, а также трикстер.

## Образ
Согласно распространённым представлениям Мауи родился от обычной женщины, и потому смертен, по другим версиям — он вышел из камня или морской раковины. Рано потерял родителей, был забран духами, которые опекали его и наделили его огромной физической силой.
С её помощью он совершает ряд подвигов. Эти мифы близки к действиям Геракла в греческой мифологии, однако деяния Мауи сосредоточены в контексте сотворения мира, то есть отвечают признакам демиурга — он устанавливает порядок следования светил на небосводе, принуждая солнце светить более продолжительное время; поднимает кверху «небесную твердь»; чудодейственным рыболовецким крючком со дна океана вылавливает острова, и самое главное действие — поселяет на них людей.
Дальнейшие истории о Мауи связаны с жизнью человеческих существ, в которых Мауи выступает классическим культурным героем. Мауи, в частности, дарит людям огонь (проведя богиню огня), основные сельскохозяйственные культуры (таро, кокосовая пальма) и животных (собаку, и в зависимости от распространения на островах курицу и свинью), учит ремёслам.
Целый ряд легенд и сказок посвящён борьбе Мауи с разного рода чудовищами и людоедами, спасению от них людей (целого мира).
Согласно некоторым мифам, из-за своей смертности, Мауи гибнет в финальной схватке со старой женщиной (вариант: Хозяйка моря, в любом случае этот образ является олицетворением смерти как таковой).
По пересказам, после смерти Мауи превращается в звезду; согласно варианту он похоронен в пещере, и его мёртвое тело становится источником ветра (мотив метаморфозы).

## Распространение и значение образа
Образ Мауи нашёл отображение в мифах всей Полинезии. Однако, если у таитян и мангаревцев Мауи — один из богов пантеона, то у жителей Тонга существуют лишь одиночные упоминания о боге, например, в названии мегалитических Ворот — Хаамонга-а-Мауи, у соседних народов Западной Полинезии, скажем, жителей Самоа и других, такого персонажа нет или он выступает под другим именем, в то время как в мифологии гавайцев и маори Мауи является основным мифическим персонажем.
У гавайцев и маори существуют настоящие циклы о Мауи (подвиги и похождения героя), сюжет которых является почти идентичным. Популярными являются волшебные истории о победе Мауи над чудовищами не только благодаря его чудодейственным способностям и силе, но и хитрости. В ряде историй маори он выступает классическим трикстером. Образ Мауи отразился в искусстве полинезийцев.
Именем Мауи названы второй по размеру остров Гавайского архипелага — Мауи и вулкан Мауи на спутнике Юпитера Ио. В новозеландской устной традиции с именем Мауи связаны названия обоих основных островов архипелага: южный известен как Те-Вака-о-Мауи (Каноэ Мауи), а северный — как Те-Ика-а-Мауи (Рыба Мауи). Названия связаны с мифом, согласно которому Мауи выудил Северный остров из океана (в некоторых вариантах его лодка затем стала Южным островом).